# Dingxi
Dingxi (定西市; pinyin : Dìngxī Shì) er et bypræfektur i den kinesiske provins Gansu. Det har et areal på 20,300 km², og en befolkning på omkring 2.960.000 indbyggere (2000).
Byen Dingxi ligger centralt i Gansu provinsen , 98 km øst for Lanzhou. Floden Wei He løber gennem området.

## Administrative enheder
Dingxi består af et bydistrikt og seks amter:
- Bydistriktet Anding – 安定区 Āndìng Qū ;
- Amtet Tongwei – 通渭县 Tōngwèi Xiàn ;
- Amtet Lintao – 临洮县 Líntáo Xiàn ;
- Amtet Zhang – 漳县 Zhāng Xiàn ;
- Amtet Min – 岷县 Mín Xiàn ;
- Amtet Weiyuan – 渭源县 Wèiyuán Xiàn ;
- Amtet Longxi – 陇西县 Lǒngxī Xiàn.

## Trafik
I Dingxi standser togene på Longhaibanen, Kinas vigtigste jernbanelinje i øst-vestlig retning, som går fra Lianyungang til Lanzhou via blandt andet Xuzhou, Kaifeng, Zhengzhou, Luoyang og Xi'an.
Kinas rigsvej 312 går gennem området. Den begynder i Shanghai og ender ved grænsen mod Kasakhstan, og passerer blandt andet Suzhou, Nanjing, Hefei, Xinyang, Xi'an, Lanzhou, Jiayuguan og Urumqi.